# 崔小萍

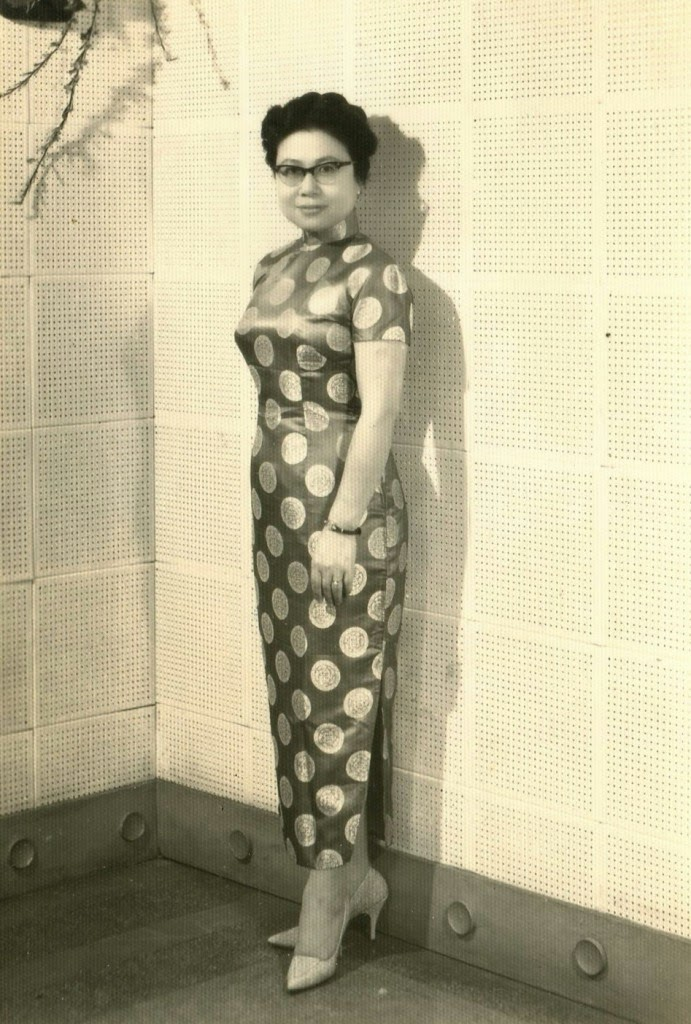
崔小萍在中國廣播公司。

崔小萍（1922年1月10日—2017年3月11日），藝名艾納，是一位出身山東濟南的戲劇工作者。她曾在中國廣播公司製作約七百部廣播劇，也曾在1966年導演瓊瑤小說《窗外》改編的同名黑白片電影《窗外》。
在臺灣白色恐怖時期，她曾因遭懷疑是匪諜，於1968年至1977年之間被囚禁在監獄之中。

## 生平
1922年出生於山東濟南。崔小萍生在一個五口之家，父親在郵政局服務，有兄姊各一位。崔小萍輾轉就讀多所學校，在中學時期到四川德陽縣國立第六中學，由於不擅於數理方面學科，當時六中同學多為山東流亡學子、說山東話，來自濟南、說北平話的崔小萍被同學視為外人，受到同儕壓力而選擇在輟學。
1936年初，崔小萍首次登上山東省立劇院，出演《欽差大臣》，因擔心被父親發現，以「艾納」為藝名登上廣告。在1937年中日戰爭爆發後就和姊姊一同逃往西安，後來四年間在西安附近尋找姊夫和哥哥，並曾在前陸軍第三軍醫院充護士。在四川就學一段時間後，決意投考四川國立戲劇專科學校，在就學期間認識許多著名劇作家。崔小萍於1945年畢業於中國四川國立戲劇專科學校話劇科第一屆。
1947年隨著「上海觀眾演出公司戲劇藝術團」來台巡演，在台北中正紀念堂的演出包括《清宮外史》、《雷雨》、《續弦夫人》、《萬世師表》都受到民眾廣泛歡迎，在台灣遇到青梅竹馬的崔小萍決定留在台灣發展。1949年國民政府來台，崔小萍於是留在台灣。她落腳台灣後，先是專注於婚姻，在1952年才進入中國廣播公司，主持廣播劇劇團長達十六年，導播作品包括《藍與黑》、《華夏八年》、《智慧的燈》、《薇薇的週記》以及多部瓊瑤的作品。1959年，她以飾演電影《懸崖》之配角獲得亞洲影展最佳女配角獎項。1966年，她為瓊瑤小說作品《窗外》翻拍電影。
1965年10月，臺灣警備總司令部總判處任職太平保險公司辦事員梁紹和死刑，因情治機關指控他在安吳堡接受中共訓練，且曾在1949年時以電報向中國共產黨通報國軍動態。梁紹和在偵訊過程中寫下一份名為「我對崔小萍姊妹的了解」的自白。這份自白讓調查局注意崔小萍的動態，決定在1968年5月底派員至中國廣播公司帶走小萍到局裡說明。先是誣指其涉及908民航機炸彈案，但查無證據，後又指其在中國時參加共產黨，是在台「匪諜」。崔小萍自認並無左派背景，而只是早年在中國四川時，因演戲得罪了一幫國民黨職業學生，遂在特務系統的內部調查表上被登載為「奸匪」，判決書中所記載的犯罪事實，全是情治人員憑空製造，子虛烏有。
崔小萍被調查局逮捕，送往三張犁招待所偵訊，直至9月7號離開，轉送警總受審。警總依崔小萍參加「少年先鋒隊」、「西北戰地服務團」及參加讀書會與出演隱射當局政府之戲劇以叛亂嫌疑起訴，並定為意圖以非法之方法顛覆政府而著手實行罪。初判結果為無期徒刑並終身褫奪公權。崔小萍共聲請覆審兩次，僅第一次成功由國防部發還警總更審，其後再聲請更審及抗告皆被駁回，最終判決為有期徒刑十四年、褫奪公權十年。在判決後崔小萍被移送至景美看守所（又稱仁愛樓）服刑。1968年，她遭人向臺灣警備總司令部舉發為匪諜，因此被捕入獄，並接連被關押於景美看守所、臺灣省生產教育實驗所等地。在1975年7月14日崔小萍因符合《中華民國六十四年罪犯減刑條例》而裁定減處有期徒刑九年四月、褫奪公權六年八月。1975年，當局在總統蔣中正逝世後實行赦免及減刑，她因而於1977年出獄。
在獄中崔小萍曾撰寫日記，並在 1977年出獄後於1989年出版獄中記。在日記中紀錄國家暴力對其身心造成的傷害與女性受難者在威權體制下如何在獄中實踐母職、養育子女等社會性別秩序與被迫失去親密關係及職業舞台的困境。
2001年，戒嚴時期不當叛亂暨匪諜審判案件補償基金會經調查宣告其涉入案件為冤案。
2017年3月11日，她病逝於國立臺灣大學醫學院附設醫院。遺體在3月30日火化，於追思禮拜結束後安葬在台北慈恩園。
此外，她曾任教政治作戰學校、世界新聞專科學校、臺中市私立青年高級中學等學校的表演藝術科，並視學生為其義子女。

## 私人生活
她曾與演員張雁有過一段戀情。後來，她曾與一位童年友人宋姓男子結婚，但在半年後因其元配突然出現而決定分手。分手後，她與趙剛展開戀情，但在她遭逮捕後即被迫中斷。

## 代表作品

### 專書
- 《表演藝術與方法》（1994年，書林出版）[1]

#### 自傳
- 《崔小萍獄中記》（1989年，耕者出版社）
- 《天鵝悲歌：資深廣播人崔小萍的天堂與煉獄》（2001年，天下文化）[8]
- 《碎夢集：崔小萍回憶錄》（2010年，秀威資訊）

### 廣播劇
- 《千金丈夫》（1953年）
- 《馬車夫之戀》（1956年）
- 《鄉下少女》（1956年）
- 《懸崖》（1961年）
- 《海埔春潮》（1961年）
- 《街頭巷尾》（1963年）
- 《窗外》（1965年）
- 《海誓山盟》（1966年）
- 《貞節牌坊》（1966年）
- 《孤兒奇遇記》（1966年）
- 《日出日落》（1967年）
- 《少女的春天》（1968年）
- 《飛越陰陽界》（1989年）[1]

### 電視劇
- 華視《大紅燈籠高高掛》飾演老夫人（1996年）

### 廣播劇集
- 《芳華虛度》（2010年）
- 《受難曲》（2010年）
- 《第二夢》（2010年）[1]
- 《銀色聖誕》

## 語錄
- 「法官，你也有父母，你也會生兒女，判案不能像這樣缺德。判人家罪，要有證據！」[23]
- 「……我想寫長長的情書給趙剛，但是又怕被檢查退回。在這裡，連訴衷腸都不自由，我們已經半年沒有書信往返了……。獄牆外飄來斷續的古琴聲，好似杜鵑汔血不能成聲，在呼叫不如歸！不如歸！何時歸去……。今天收到給王藍和羅蘭的信遭退回，我不知道為什麼？難道說我冤枉坐牢，還得說我在此生活得快樂無比嗎？」[23]

## 獲得獎項及榮譽
- 亞洲影展最佳女配角獎銀鑼獎（1959年）[1][2]
- 廣播金鐘獎終身成就奬（2000年）[1]
- 褒揚令（2017年）[24]

## 相關人物
- 李行
- 孫越
- 井淼
- 劉厚生
- 白克
- 張桂越

### 學生
- 劉引商
- 陳淑芳
- 歸亞蕾
- 庹宗華
- 李志希
- 秦夢眾

## 外部連結
- 世新大學 數位傳播經典人物館  崔小萍 （页面存档备份，存于）
- 崔小萍廣播劇精選
- 崔小萍在互联网电影资料库（IMDb）上的資料（英文）